# توماس مارشال (سياسي)
توماس مارشال (بالإنجليزية: Thomas Marshall)‏ هو محامي وسياسي أمريكي، ولد في 4 نوفمبر 1817 في الولايات المتحدة، وتوفي في 11 نوفمبر 1873 في نفس البلد.